# Lillesjö (naturreservat)
Lillesjö är ett naturreservat i Kristianstads kommun i Skåne län.
Området är naturskyddat sedan 2015 och är 80 hektar stort. Reservatet ligger mellan Helge å och havet och med reservatet Gropahålet i söder. Det består i väster av öppen betesmark och lövskog och i öster av sanddyner med tall.